# Cora cyane
Cora cyane – gatunek ważki z rodziny Polythoridae. Występuje w północnej części Ameryki Południowej; jest endemitem gór północnej Wenezueli (Góry Karaibskie, Cordillera de Mérida). Opisał go Edmond de Sélys Longchamps w 1853 roku w oparciu wyłącznie o okazy samców.